# Styraburg Festival Steyr
Styraburg Festival Steyr ist ein österreichisches Kunst-, Musik- und Theaterfestival.

## Beschreibung
Das von Hapé Schreiberhuber gegründete Styraburg Festival Steyr findet seit 2007 jährlich im Mai und November in Steyr statt.
Spielräume sind im Schloss Lamberg die Schlosskapelle, die Schlossgalerie, das Schlossatelier, die Schlosstonne, der Lambergsaal, sowie das Alte Theater.
Zahlreiche namhafte Künstler traten seit 2007 hier auf:
- Schauspieler: Philipp Hochmair, Hans Dieter Knebel, Martin Schwab, Schauspielerinnen: Dorothee Hartinger, Katharina Lorenz, Rita Hatzmann, Sabine Haupt, Bibiana Zeller
- Kammermusikensembles wie das Sirene Operntheater Wien mit der Produktion „Das Tagebuch der Anne Frank“[3], Styraburg Ensemble
- Sängerinnen wie Julia Noa Fischer, Alice Rath, Savina Yannatou, Paula Barembuem
- Musiker wie Lev Natochenny, Marc Bouchov, Tai Murray, Eugene Choi, Nami Ejiri, Agnes Wolf, Vadim Chaimovich, Rusanda Panfili, Anastasia Huppmann
- Jazzensembles wie Quadro Nuevo, Tuck & Patti, Wladigeroff Brothers[4], Mario Gheorghius Jazzcorner, Erstes Wiener Heimorgelorchester, Marina Zettl & Thomas Mauerhofer
- die Jazzmusiker Peter Kronreif, Michael Kahr, Thiemo Kirberg, Vadim Neselovskyi, Andreij Prosorov, Angela Tröndle
- die Dirigenten Jury Everhartz, Ewald Donhoffer
- die Tänzerinnen Maria Iakovleva (Primaballerina an der Staatsoper Wien), Adriana Cubides, Lina Maria Venegas
- Sprecher Mirjam Jessa, Marlene Krisper, Hapé Schreiberhuber

Die Uraufführung „Steyrer Textgetön-7 Lieder nach Dichtungen von Dora Dunkl“ für Klavier und Mezzosopran, von Balduin Sulzer fand am 12. Mai 2010 in der Schlosskapelle mit Alice Rath (Sopran), Marlene Krisper (Sprecherin) und dem Styraburg Ensemble statt.
Am 6. November 2014 fand im Alten Theater Steyr die Uraufführung von Ensemble21 im Rahmen des Styraburg Festivals Steyr „Der Sturz der Möwe“ von Margarita Kinstner mit Rita Hatzmann und Erich Knoth statt, weiters fand die Oberösterreichische Erstaufführung des Musiktheaters „Cissy & Hugo a Caracas“ mit Rita Hatzmann-Luksch und Georg O. Luksch in der neueröffneten Schlosstonne statt.